# I'll Be Gone in the Dark (serie de televisión)
I'll Be Gone in the Dark es una miniserie documental de «crimen verdadero» estadounidense de 2020. Gira en torno a la escritora Michelle McNamara mientras investiga y escribe un libro sobre el Asesino de Golden State.

## Sinopsis
Mientras su familia dormía, Michelle McNamara pasaba las noches investigando y escribiendo un libro acerca del Asesino de Golden State, sumergiéndose en el mundo de las salas de charla en línea y los blogs de investigación criminal.

## Episodios
| N.º | Título                             | Dirigido por            | Fecha de emisión original |
| --- | ---------------------------------- | ----------------------- | ------------------------- |
| 1   | «Murder Habit»                     | Liz Garbus              | 28 de junio de 2020       |
| 2   | «Reign of Terror»                  | Elizabeth Wolff         | 5 de julio de 2020        |
| 3   | «Rat in a Maze»                    | Myles Kane & Josh Koury | 12 de julio de 2020       |
| 4   | «The Motherlode»                   | Myles Kane & Josh Koury | 19 de julio de 2020       |
| 5   | «Monsters Recede but Never Vanish» | Elizabeth Wolff         | 26 de julio de 2020       |
| 6   | «Walk into the Light»              | Liz Garbus              | 2 de agosto de 2020       |
| 7   | «Show Us Your Face»                | Elizabeth Wolff         | 21 de junio de 2021       |

## Producción
En abril de 2018, HBO Films adquirió los derechos de I'll Be Gone in the Dark, de Michelle McNamara, con planes para adaptarlo a una serie documental, sumando a Patton Oswalt como productor ejecutivo. La producción comenzó el 24 de abril del mismo año, y en mayo se anunció que Liz Garbus sería la directora. La serie presenta entrevistas con detectives, sobrevivientes y familiares, y la narración de extractos del libro de McNamara a cargo de Amy Ryan.